# Тополевий (острів)
Острів Тополевий являє собою піщаний алювіальний острів поблизу східного узбережжя острова Жуків, нижче Галерної затоки (6,77 га) в межах Голосіївського району м. Києва. Його площа 6,77 га, географічні координати: 50.356104, 30.583570.

## Формування
Цей невеличкий острівець утворився, імовірно, внаслідок антропогенної трансформації району Чернечого острова (сучасного острова Водників) в кінці 1930-х рр. Острів Тополевий сформувався до 1960 р. на місці поміж колишніми північною частиною Чернечого острова та Осокорківською лівобережною косою. Мапа Київської губернії 1849-50 рр., свідчить, що у цей час Чернечий острів був довшим за сучасний острів Водників. Саме під час підготовки до будівництва НКШС №1 (1938 р.) на Жуковому острові, більше відомого як тунель під Дніпром, ділянку заплави в районі острова Чернечий було вперше значно трансформовано. Згідно генерального кошторису, для спорудження всіх майданчиків цього будівництва необхідно було намити 667,6 тис. м3 ґрунту. За винятком 90 тис. м3, це робота була завершена вже у травні 1939 р. Залишок намитого піску планувалося використати на відсипання дамби через протоку Дніпра – Старик. Роботи з укріплення берегів місця будівництва у центральній частині Жукового острова в основному були закінчені у першому півріччі 1939 р. 
На друге півріччя 1939 р. до робіт з освоєння майданчиків були включені берегоукріплювальні роботи безіменного острова (сучасний острів Водників). На німецькому аерофотознімку Києва серпня-вересня 1941 р. добре видно що на північ від зміненого та підвищеного острова Водників знаходяться два малих острови, проте сучасного острова Тополевий ще немає. Імовірно, цей острів відклався пізніше внаслідок зміни процесів накопичення алювію в цьому районі з-за впливу гідронамиву. Адже в цей час було зменшено Чернечий острів та Осокорківську лівобережну косу. А сучасний Тополевий розташувався в акурат між крайніми точками вихідних абрисів цих двох об’єктів.
Вперше острів Тополевий на своєму місці, проте у відмінних від сучасних абрисах, ми можемо побачити на детальній мапі Києва 1960 р. Більша частина його показана як вкрита рослинністю. На фрагменті топозйомки Києва 1980-1990-х рр. показана лише східна частина сучасного острова Тополевий. Натомість на лоції 1992 р. він вже має близькі до сучасних абриси.

## Природна цінність

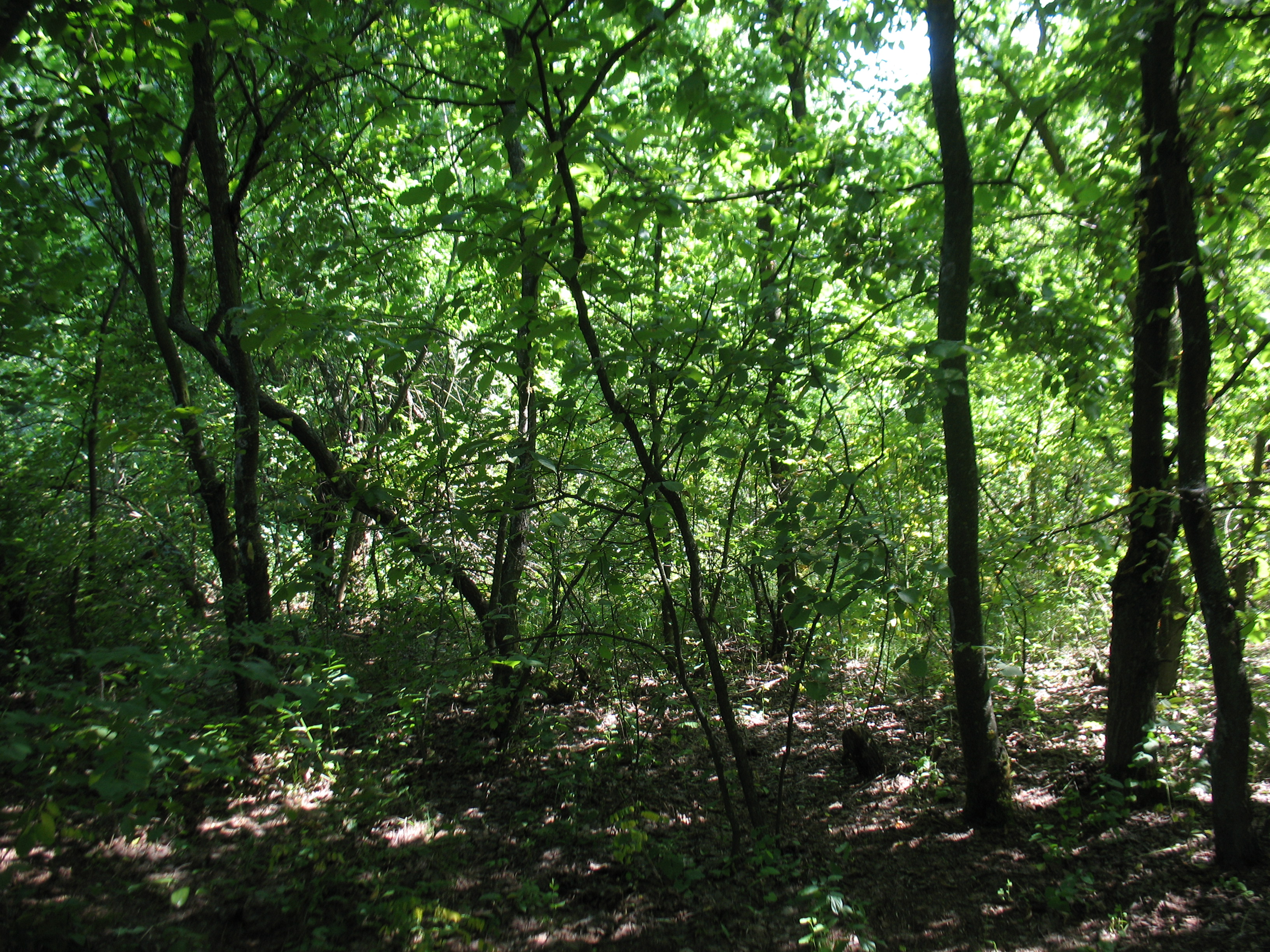
Заплавний ліс острова Тополевий на Дніпрі у Києві. Фото 2019 р.

Острів Тополевий являє собою невисокий піщаний острів майже суцільно вкритий заплавним лісом з тополі чорної (Populus nigra) та верби білої (Salix alba). Особливістю острова і його великою цінністю є наявність природного гідрорежиму, тобто затоплення навесні повеневими водами.

## Загрози
Неконтрольвана рекреація, проведення масових заходів, забор піску для гідронамиву та виробництва цементу.

## Охорона
Острів Тополевий увійшов під номером 15 до зони регульованої рекреації регіонального ландшафтного парку «Дніпровські острови». Пропонується на цьому острові та кількох інших невеликих островах в цьому районі створити комплексну пам'ятку природи місцевого значення «Тополеві острови». В перспективі острів має увійти до заповідної зони проектованого Національного природного парку «Дніпровські острови».